# Salwaichthys paratethyensis
Salwaichthys paratethyensis è un pesce osseo estinto, appartenente ai perciformi. Visse nell'Oligocene inferiore (circa 30 milioni di anni fa) e i suoi resti fossili sono stati ritrovati in Russia e in Polonia.

## Descrizione
Questo pesce possedeva un corpo allungato, con una testa piccola se rapportata alle dimensioni corporee. Il peduncolo caudale era allungato, e la pinna dorsale era divisa in due. La bocca era grande; le vertebre erano numerose e si caratterizzavano per la loro compressione rostro-caudale. Il corpo era ricoperto da piccole scaglie di forma cicloide.

## Classificazione
Salwaichthys paratethyensis venne descritto per la prima volta nel 2020, sulla base di tre esemplari fossili ritrovati in terreni risalenti all'Oligocene inferiore nel Caucaso (Abkhazia e Adygea) e nei Carpazi in Polonia.
Le caratteristiche morfologiche di questo pesce hanno permesso di classificarlo in una famiglia a sé stante, i Salwaichthyidae. Salwaichthys possiede un certo numero di caratteristiche apomorfiche condivise con alcune famiglie di perciformi, in particolare con i Propercarinidae. Tuttavia, a causa di una combinazione di caratteristiche unica, non è possibile attribuire Salwaichthys a nessuno dei sottordini di perciformi noti.